# 圣胡安 (科隆省)
圣胡安是巴拿马科隆省科隆区的一个城市，2010年是人口为17,430。 该市2000年时人口为8,716，1990年时人口为13,325。